# Estádio do Algarve
L'Estádio do Algarve és un estadi de futbol entre les ciutats de Faro i Loulé a Portugal.
Va ser construït amb motiu de l'Eurocopa de Futbol del 2004, essent inaugurat en un encontre entre el SC Farense i el Louletano l'1 de gener. Té capacitat per a 30.000 espectadors. És propietat dels ajuntaments de Faro i Loulé. Actualment no és utilitzat per cap club, degut als elevats costos. L'empresari Corrado Correggi ha fundat un nou club, l'Algarve United, i s'espera que en un futur pugui utilitzar-lo.